# ماکسیم مارتیروسیان
ماکسیم ماهاکی مارتیروسیان (ارمنی: Մաքսիմ Սահակի Մարտիրոսյան؛ زاده ۹ سپتامبر ۱۹۳۱ - درگذشته ۳ دسامبر ۲۰۱۹) استاد رقص باله اهل ارمنستان بود.

## زندگی‌نامه
وی در ۹ سپتامبر ۱۹۳۱ در ایروان در به دنیا آمد و از کالج دولتی هنر رقص ایروان (۱۹۵۰)، آکادمی دولتی رقص‌پردازی مسکو (۱۹۵۲) و hy:Ռուսաստանի թատերական արվեստի ինստիտուտ (۱۹۶۷) فارغ‌التحصیل گشت. وی در تالار آکادمی ملی اپرا و باله آلکساندر اسپنداریان و کالج دولتی هنر رقص ایروان فعالیت می‌کرد. وی همچنین برنده جوایزی همچون هنرمند مردمی جمهوری شوروی فدراتیو سوسیالیستی روسیه، هنرمند مردمی جمهوری شوروی فدراتیو سوسیالیستی روسیه، هنرمند مردمی اتحاد شوروی، نشان افتخار مسروپ ماشتوتس مقدس و چهره هنری شایسته ارمنستان شوروی شد. وی در ۳ دسامبر ۲۰۱۹ در سن ۸۸ سالگی در ایروان درگذشت.